# Mariä Opferung (Pfaffendorf)

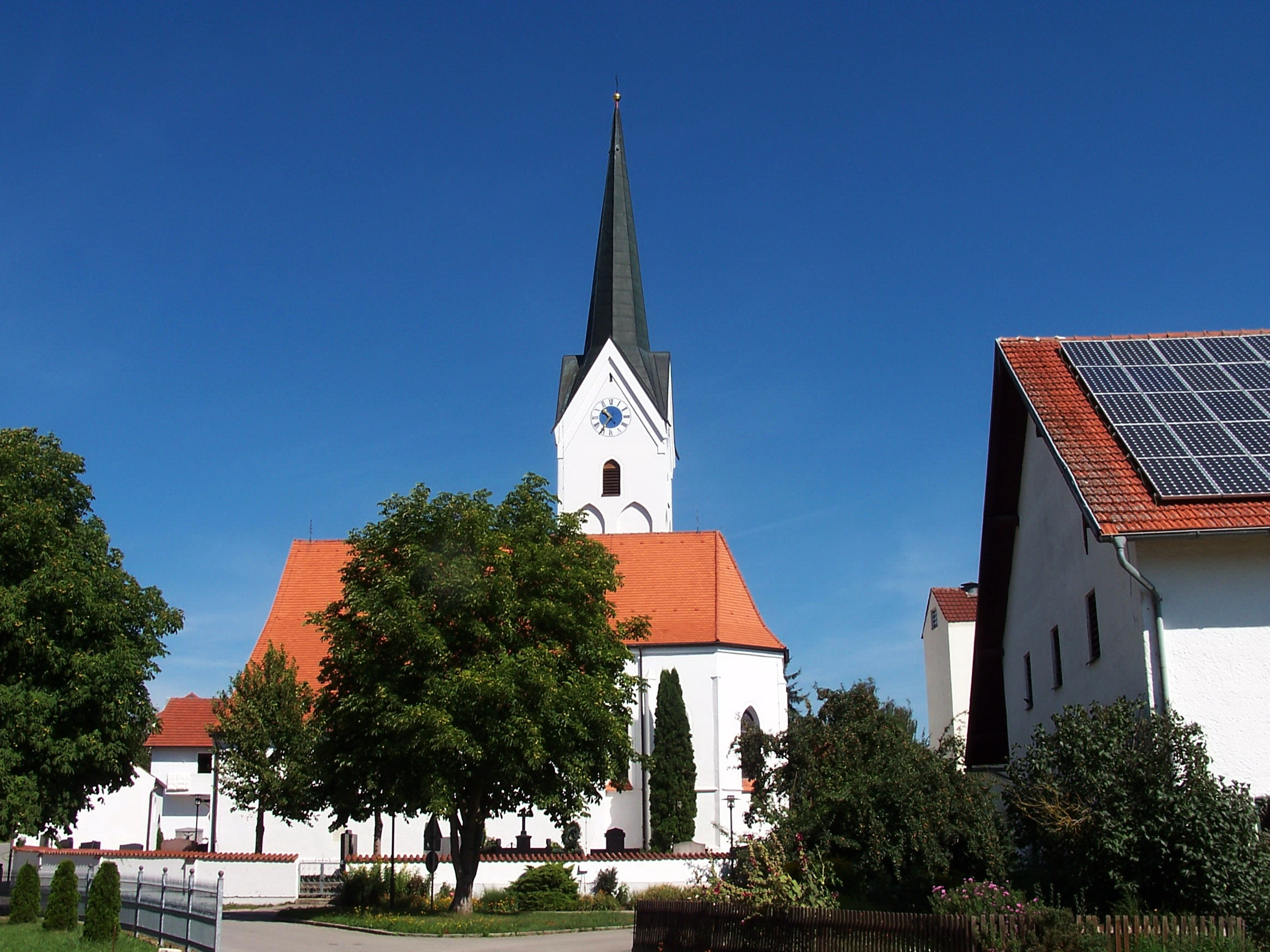
Außenansicht der Pfarrkirche Mariä Opferung

Die römisch-katholische Pfarrkirche Mariä Opferung in Pfaffendorf, einem Ortsteil des Marktes Pfeffenhausen im niederbayerischen Landkreis Landshut, ist eine spätgotische Anlage des 15. Jahrhunderts, die im 18. Jahrhundert barockisiert wurde. Anstelle des Patroziniums Mariä Opferung, das mit der Liturgiereform in dem Gedenktag Unserer Lieben Frau in Jerusalem (21. November) aufgegangen ist, feiert man Mitte Juli das Skapulierfest, also das Fest Unsere Liebe Frau auf dem Berge Karmel (17. Juli). Dies stellt das jährliche Hauptfest der seit 1712 bestehenden Skapulierbruderschaft dar.

## Geschichte
Pfaffendorf wurde im Jahre 1179 erstmals urkundlich erwähnt. Bereits damals bestand in dem Ort eine Kirche, die dem Sprengel der Pfeffenhausener Taufkirche angehörte. Eine Seelsorgestelle in Pfaffendorf ist erstmals in einem Pfarreienverzeichnis von 1326 ausgewiesen. Die heutige Kirche wurde im 15. Jahrhundert als Pseudobasilika im spätgotischen Stil erbaut. Während das Kirchengebäude den Dreißigjährigen Krieg weitgehend unbeschadet überstand, brannte der Pfarrhof vollständig nieder und wurde erst 1668 wiederaufgebaut. Dadurch gingen zahlreiche wertvolle Dokumente über die Geschichte des Ortes und der Pfarrei verloren. 1692 verlor Pfaffendorf einen großen Teil seines Pfarrsprengels, da die Dörfer Oberhornbach, Tabakried und Holzen nach Niederhornbach umgepfarrt wurden.
Im 18. Jahrhundert wurde der Kirchenbau barockisiert: 1718 erneuerte man das Gewölbe, 1739 baute man das südliche Seitenschiff, die Sakristei, die westliche Vorhalle und die Westempore an. Damit erhielt das Gotteshaus im Wesentlichen seine heutige Gestalt. 1800 fand man die napoleonischen Truppen mit Geld ab und konnte so eine erneute Zerstörung des Ortes abwenden. Im Jahr 1902 wurde der Bau renoviert und der Chorraum dabei regotisiert. Während des Ersten Weltkriegs musste man 1917 die Kirchenglocken abliefern; sie konnten jedoch kurz nach Kriegsende unbeschadet aus Rottenburg an der Laaber zurückgeholt werden. Im Jahr 1959 wurde der heutige Pfarrhof fertiggestellt.
Im Jahr 2011 wurden auffällige Rissbildungen in der Kirche festgestellt, der Bau war renovierungsbedürftig. In den Folgejahren wurden unter der Leitung von Architekt Franz Zettl aus dem Nachbardorf Rainertshausen umfangreiche Maßnahmen, auch am Glockenstuhl, durchgeführt. Am 19. Juni 2016 konnte ein Festgottesdienst mit Weihbischof Josef Graf zum Abschluss der Außen- und Innenrenovierung begangen werden.

## Architektur

### Außenbau

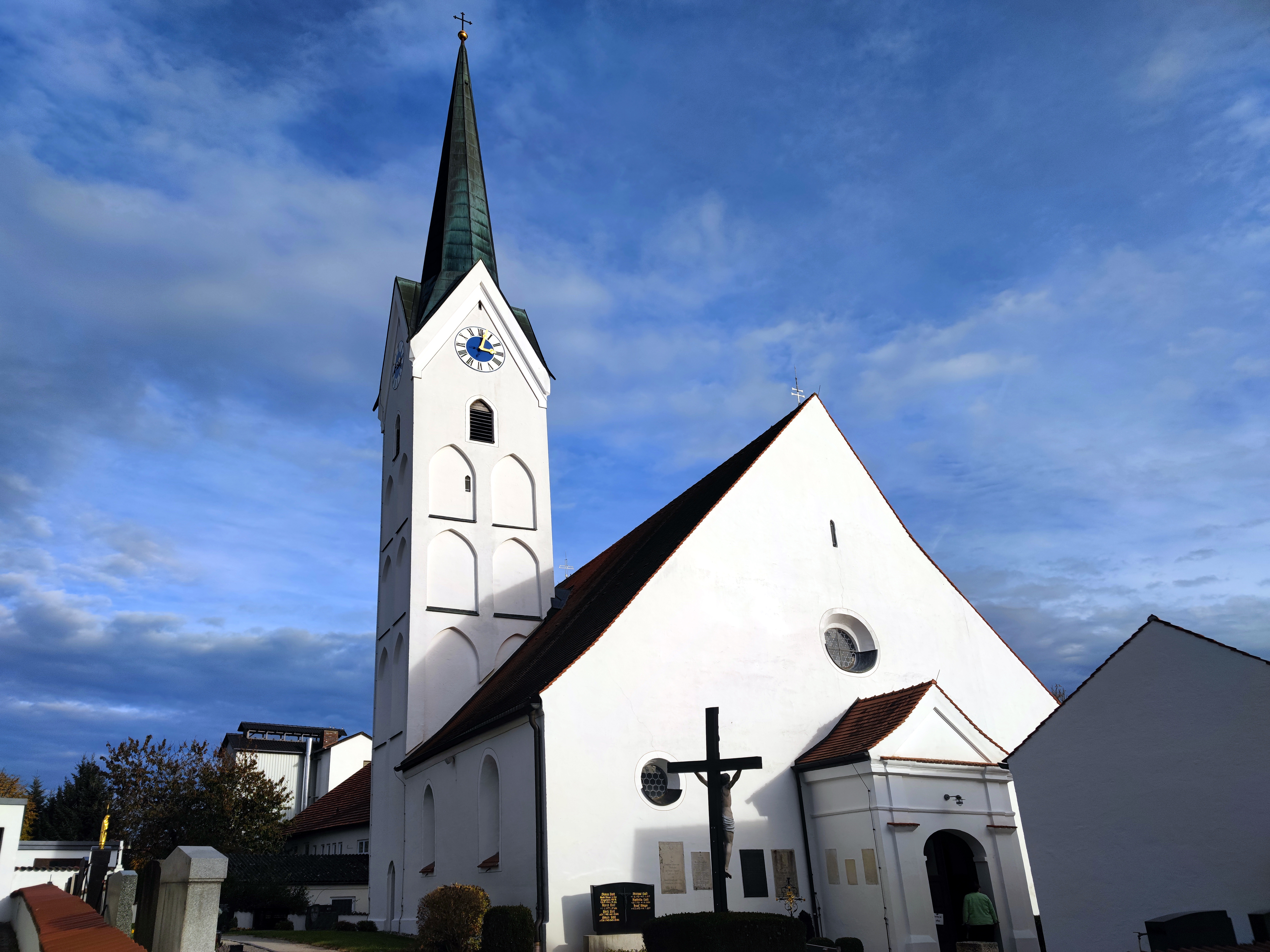
Pfarrkirche Mariä Opferung: Aussenansicht

Die Pfarrkirche ist eine dreischiffige, nach Osten ausgerichtete Staffelhalle mit Satteldach. Der zweijochige Chor in Mittelschiffbreite besitzt einen Fünfachtelschluss. Das Langhaus umfasst zwei Langjoche. An den Chor ist im Süden die flachgedeckte Sakristei, im Norden der Turm angebaut. An das Langhaus ist im Westen die kreuzgewölbte Vorhalle angebaut, die außen mit Pilastern gegliedert ist und einen flachen Stirngiebel besitzt. Sie enthält ein korbbogiges Portal, des von flachen Pilastern flankiert wird.
Der Chor wird außen durch Dreieckslisenen und Kaffgesims gegliedert. Langhaus und Chor weisen dagegen keine Gliederung am Außenbau auf. Die spitzbogigen Chorfenster sind etwas größer als die Rundbogenfenster im Langhaus ausgeführt; das vom Hochaltar ohnehin verdeckte Ostfenster ist zugemauert. Der viergeschossige Chorflankenturm wird im zweiten, dritten und vierten Geschoss durch gepaarte Spitzbogenblenden belebt und geht oberhalb des Glockenstuhls über vier Dreiecksgiebeln in einen kupfergedeckten Spitzhelm über. Über einen rundbogigen Eingang auf der Nordseite gelangt man in das Turmuntergeschoss, dessen spätgotisches Kreuzrippengewölbe mit Kopfkonsolen die Barockisierung überstanden hat. Ebenso hat sich hier auch noch ein kleines, original gotisches Stichbogenfenster erhalten, dessen Außenlaibung mit Stäben zwischen Kehlen profiliert ist.
In unmittelbarer Nähe zur westlichen Vorhalle befindet sich die Seelenkapelle, die zu dem die Kirche umgebenden Dorffriedhof gehört. Es handelt sich dabei um einen massiven Satteldachbau ohne auffällige stilistische Merkmale, der wohl im 18. Jahrhundert erbaut wurde. Die Eingangstür mit geradem Sturz befindet sich auf der östlichen Längsseite. Der Innenraum wird von einer Flachdecke überspannt und durch zwei kleine kreisrunde Fenster an den Längsseiten beleuchtet.

### Innenraum

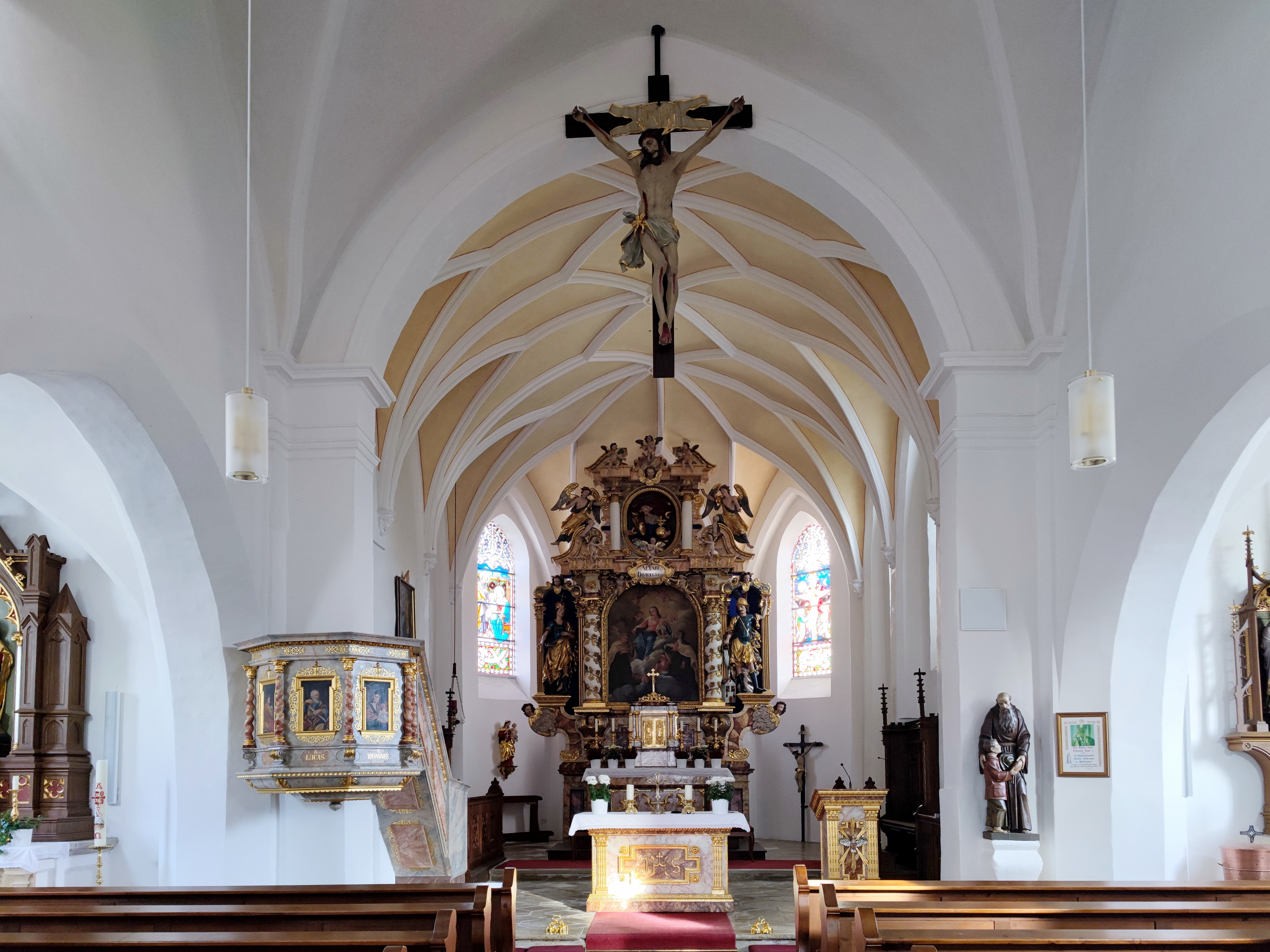
Pseudobasilika: Arkaden der Seitenschiffe vollständig unterhalb der Gewölbeansätze des Mittelschiffs

Chor und Langhaus war ursprünglich mit einem spätgotischen Netzrippengewölbe ausgestattet, dessen Rippen allerdings im Zuge der Barockisierung 1718 abgeschlagen wurden. Im Chor wurden Rippen und Konsolen im Jahr 1902 erneuert. Diese ruhen auf schwachen, gefasten Wandpfeilern und spitzen Schildbögen. Auch der Chorbogen wurde barock umgestaltet und erhielt einen Profilrahmen auf pilasterbesetzten Wandpfeilern. Im südlichen Seitenschiff befindet sich ein barockes Kreuzgewölbe.
Das Mittelschiff ist gegenüber den Seitenschiffen deutlich überhöht, was für eine Staffelhalle typisch ist. Einfache Rechteckpfeiler mit abgeschrägten Scheidbögen, die als sehr flache (d. h. nahezu rundbogige) Spitzbögen ausgeführt sind, trennen die Schiffe. Die Mittelschiffwände sind durch Pilaster gegliedert, die Seitenschiffwände durch schwache Halbsäulen mit Gesimskapitellen. Das gesamte westliche Joch wird von der Empore überdeckt.

## Ausstattung

### Hochaltar

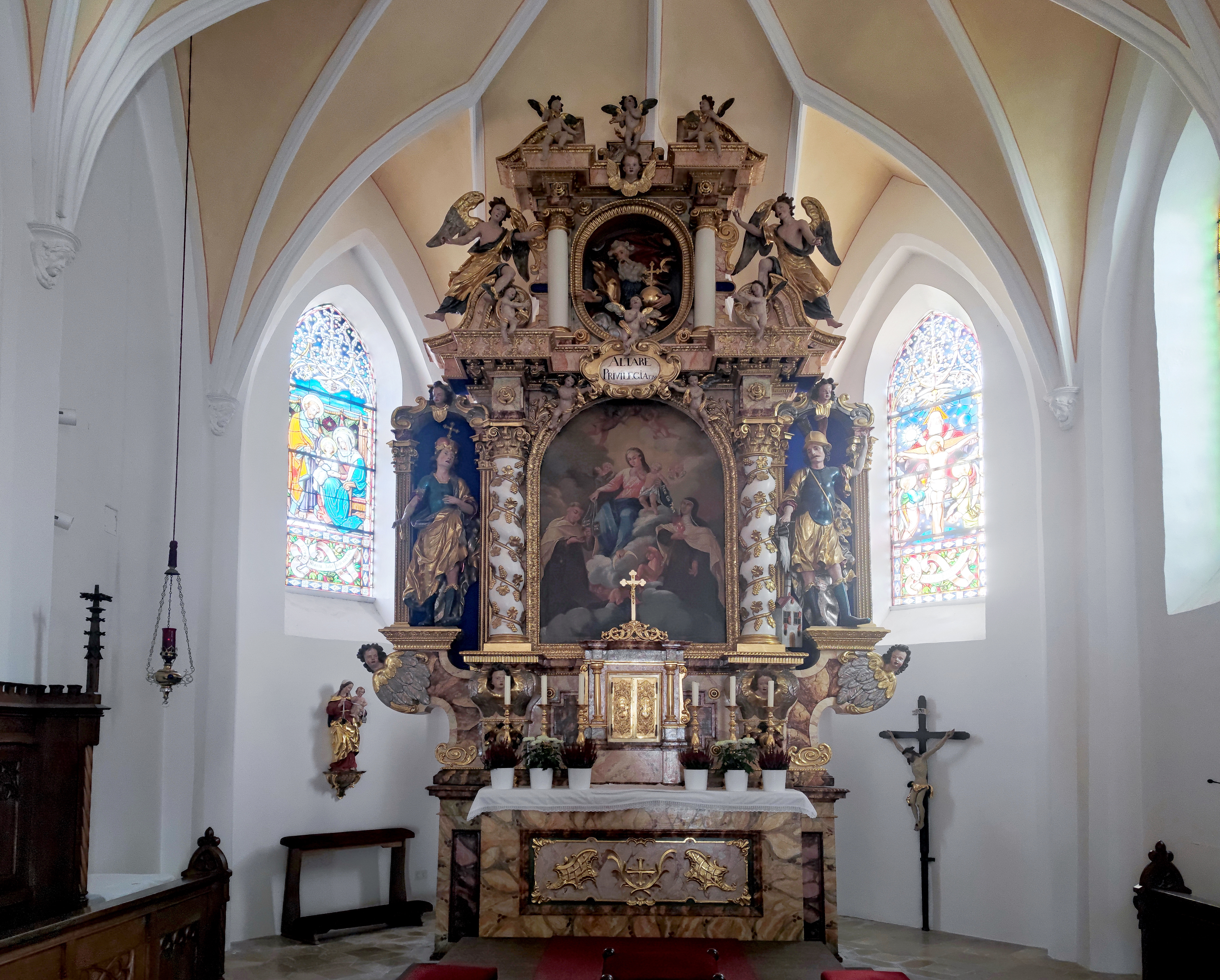
Pfarrkirche Mariä Opferung: Hochaltar

Der Hochaltar, eine eindrucksvolle Barockschöpfung aus dem Jahr 1694, wurde von Schreiner Daniel Gänßl, Bildhauer Matthias Nay und Maler Egid Rupert Schögl aus Landshut gefertigt. Der Aufbau wird von zwei gewundenen, weiß gefassten Säulen mit vergoldetem Rebenornament getragen. Der mit Voluten und Vasen verzierte Aufsatz wird von zwei Säulen getragen und schließt nach oben hin mit Giebelschenkeln ab. Bemerkenswert ist die späte Verwendung von Knorpelwerk. Außerdem verzieren zahlreiche Engel und Engelsköpfe den Aufbau.
Auf dem Altarblatt ist die Überreichung des Skapuliers an Simon Stock durch die Mutter Gottes dargestellt. Seitlich befinden sich zwei Figurennischen, die Plastiken der Heiligen Sebastian (links) und Florian (rechts) enthalten. Im Aufsatz befindet sich eine kleine Holzfigur, die Gott Vater symbolisiert.

### Seitenaltäre
Die beiden Seitenaltäre sind im neugotischen Stil ausgeführt. Der linke Seitenaltar (Marienaltar) wurde 1883 durch die Gebrüder Krafft aus Freising komplett erneuert. Er enthält eine 1,17 Meter große Mondsichelmadonna aus der Zeit um 1500 mit (erneuertem) Jesuskind. Der rechte Seitenaltar (Kreuzaltar) wurde 1893 nach einem Entwurf des Ateliers von Joseph Elsner senior in München neu errichtet. Dargestellt sind neben dem gekreuzigten Christus Maria und Veronika mit dem Schweißtuch sowie in den seitlichen Nischen Maria Magdalena mit dem Salbgefäß (links) und der Lieblingsjünger Johannes (rechts). Darunter sind zwei Reliefs mit Szenen aus dem Alten Testament zu sehen. Der Kreuzaltar wurde laut Inschrift 1893 von einer Bäuerin aus Koppenwall gestiftet.

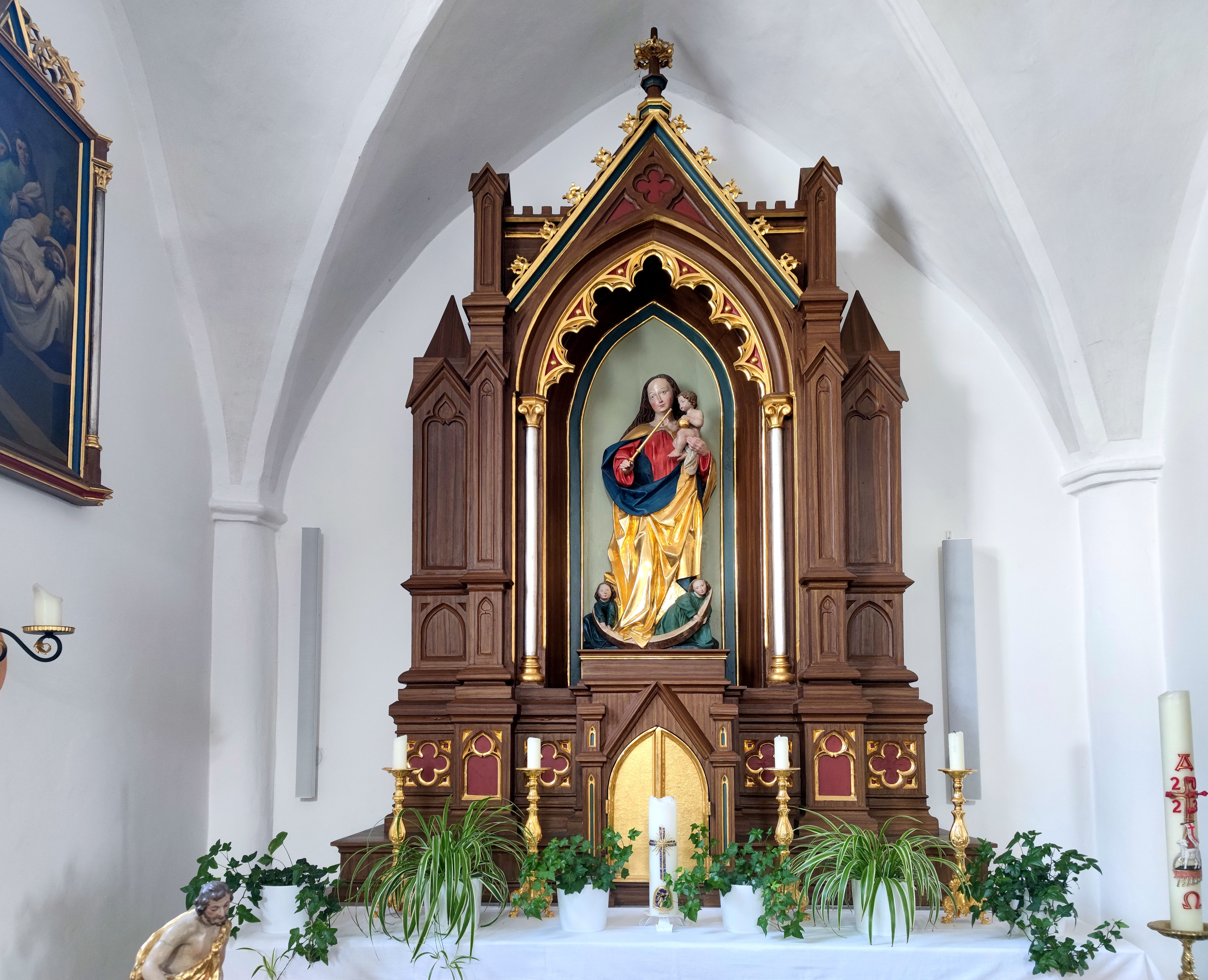
Marienaltar
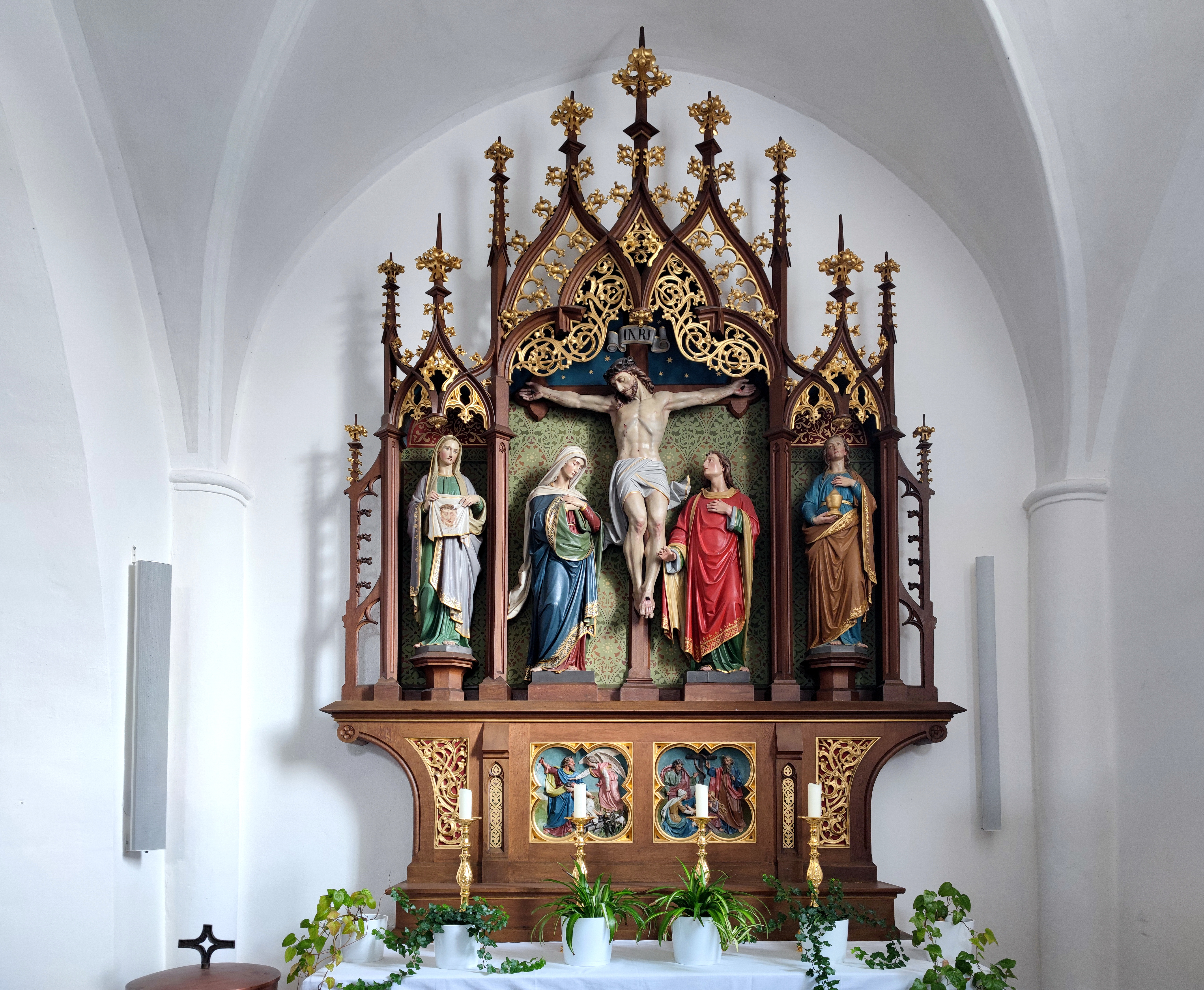
Kreuzaltar

### Kanzel

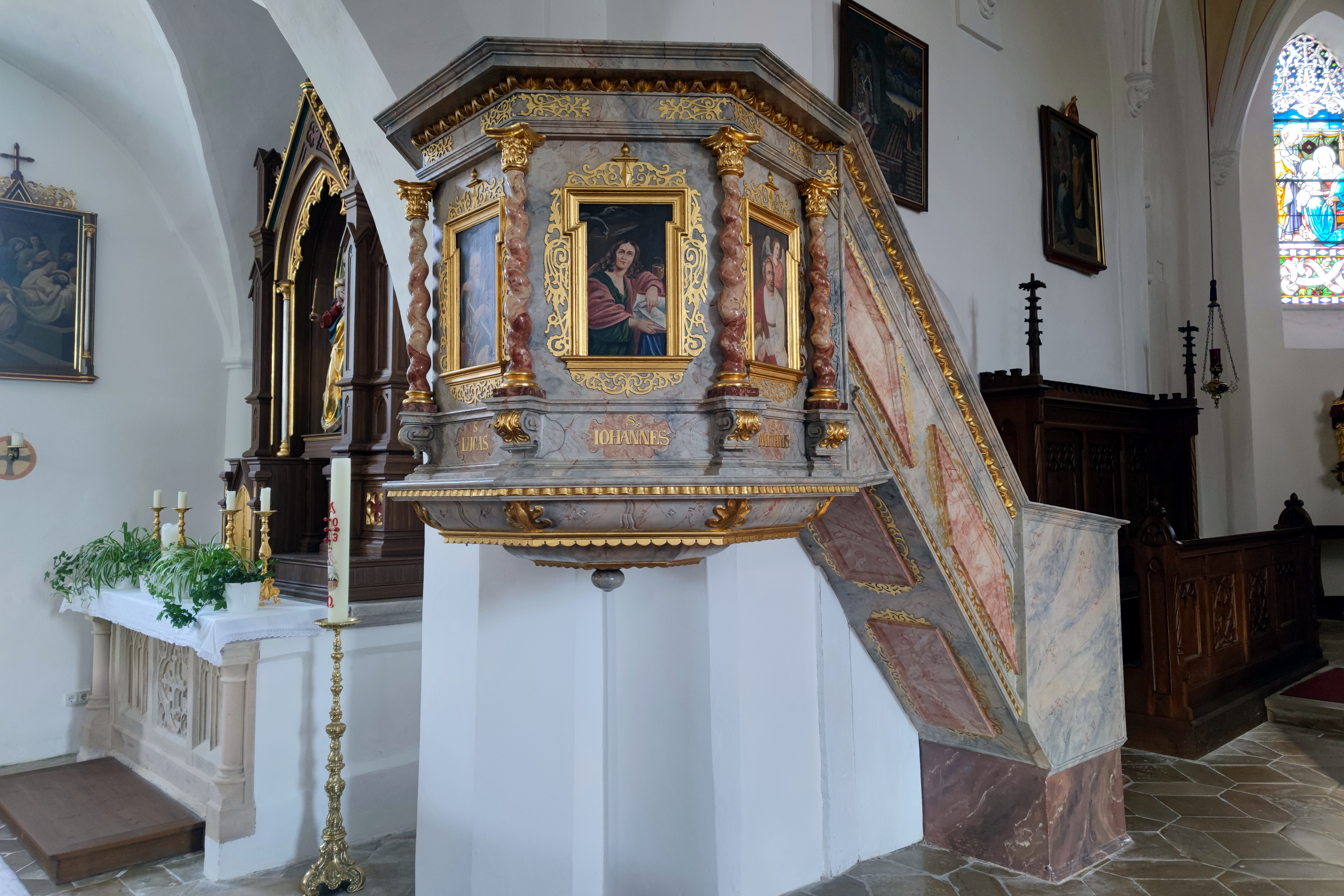
Pfarrkirche Mariä Opferung: Kanzel

Die Kanzel stammt aus der zweiten Hälfte des 17. Jahrhunderts und ist dem frühbarocken Stil zuzuordnen. An dem polygonalen Korpus sind zwischen gewundenen Ecksäulen die vier Evangelisten auf das Holz gemalt. Die Bilder sind von Rahmenwerk und flachgeschnitztem Knorpelwerk umgeben. Auf dem Schalldeckel befinden sich mehrere kleine Engelsfiguren.

### Übrige Ausstattung

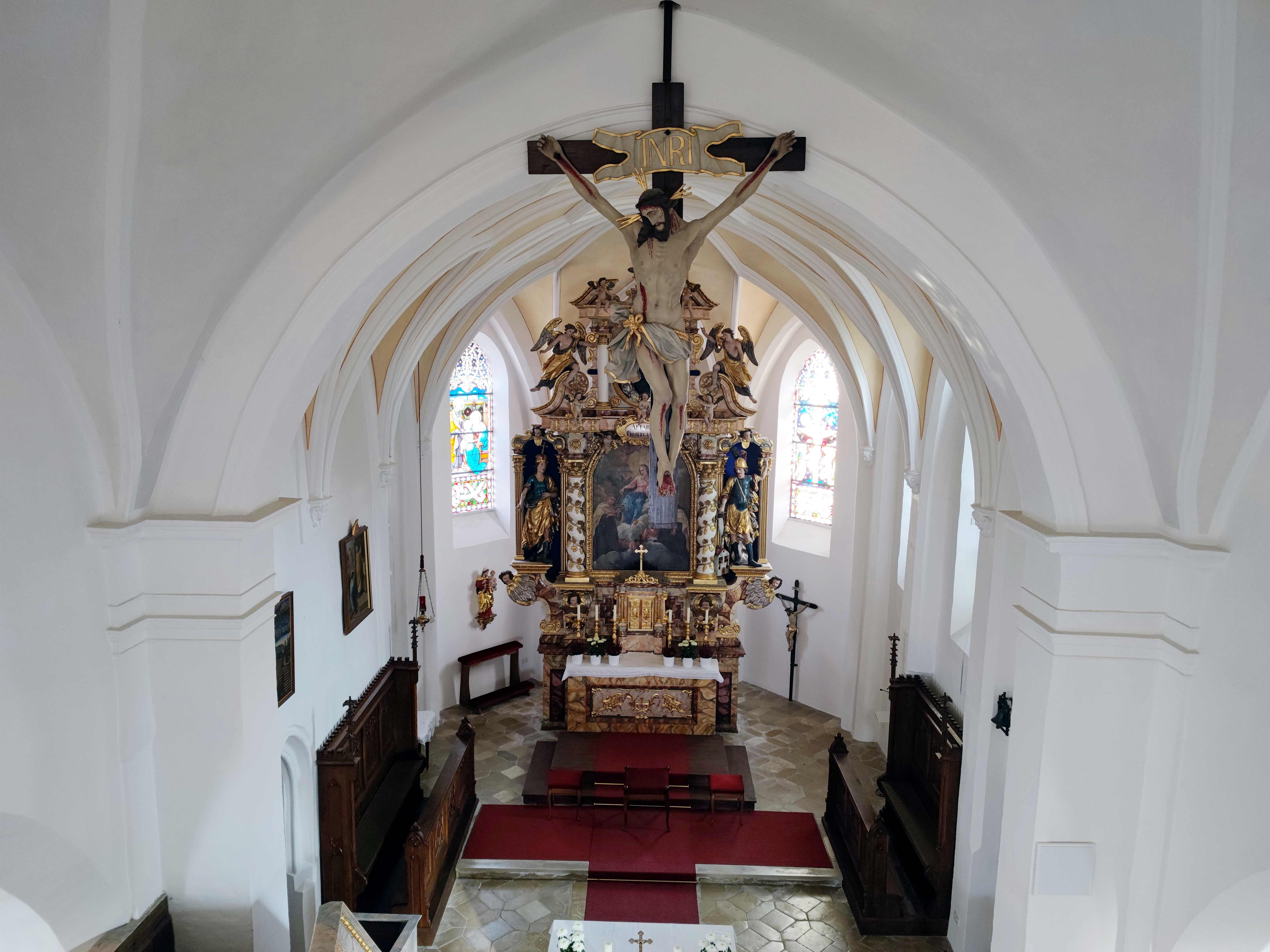
Pfarrkirche Mariä Opferung: Barockes Chorbogenkruzifix

Im Langhaus sind verschiedene barocke Holzfiguren vom Herz Jesu, der Mater Dolorosa und dem Bruder Konrad zu sehen. Die jüngste Holzfigur von Herbert Schorf wurde 2012 anlässlich des 300-jährigen Bestehens der Skapulierbruderschaft aufgestellt. Das barocke Chorbogenkruzifix und der 1884 von der Firma Lessig & Ranzinger aus München gefertigte Kreuzweg runden die Kirchenausstattung ab.

### Orgel

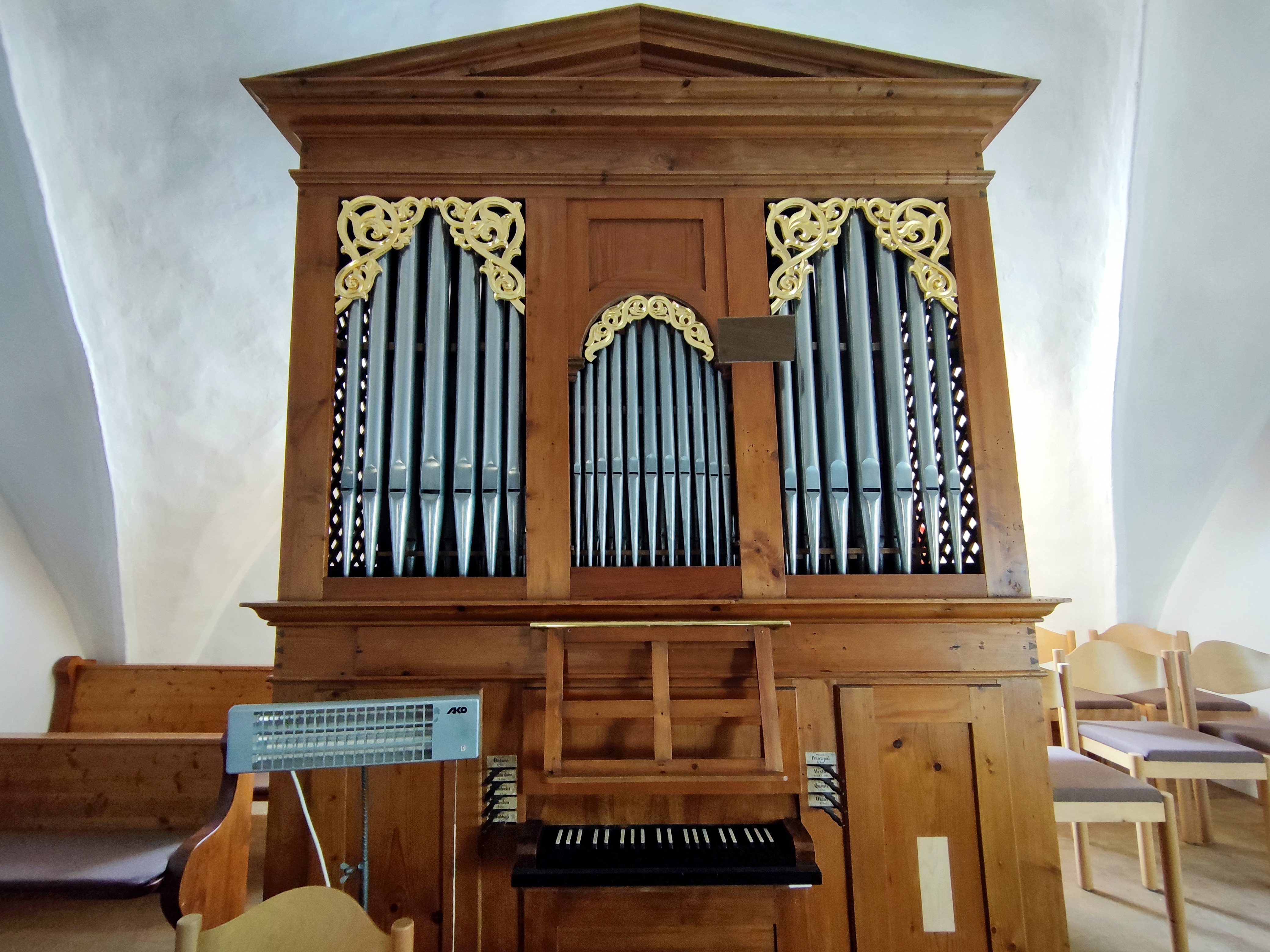
Pfarrkirche Mariä Opferung: Orgel

Die Orgel der Pfarrkirche Mariä Opferung wurde im Jahr 1861 von Lam im Bayerischen Wald nach Pfaffendorf verbracht. Dort wurde sie von Ludwig Edenhofer aus Regen in ein klassizistisches Gehäuse eingebaut. Das vollmechanische Schleifladeninstrument mit fest angekoppeltem Pedal besitzt neun Register in folgender Disposition:
| I Manual CDEFGA–c3 |             |       |
| 1.                 | Principal   | 8′    |
| 2.                 | Bourdon     | 8′    |
| 3.                 | Gedackt     | 8′    |
| 4.                 | Octav       | 4′    |
| 5.                 | Flöte dolce | 4′    |
| 6.                 | Quinte      | 2 ⁄3′ |
| 7.                 | Octav       | 2'    |
| 8.                 | Mixtur III  |       |

| Pedal CDEFGA–a |        |     |
| 9.             | Subbaß | 16′ |

### Glocken
Im Turm verrichten bis heute zwei historische Glocken, die die beiden Weltkriege unbeschadet überstanden haben, ihren Dienst. Die größere besitzt einen Durchmesser von 106 Zentimetern und trägt eine spätgotische Minuskelumschrift mit der Jahreszahl 1533 in römischen Ziffern. Die kleinere Glocke mit einem Durchmesser von 65 Zentimetern ist noch älter; sie stammt vermutlich aus dem 15. Jahrhundert.